# 新莊國民運動中心
新莊國民運動中心（英語：New Taipei Xinzhuang Civil Sports Center）是臺灣新北市的第一座國民運動中心，也是台灣最大的國民運動中心，位於新北市新莊體育園區內新莊棒球場旁，為2017台北世大運的比賽場地之一。於2012年5月正式完工，2012年12月29日試營運，2013年1月11日正式營運。游泳館2013年3月19日營運。
2015年4月1日配合節約用水暫停營運，同年5月份視情況而恢復營運。開放時間為早上6點至晚上10點。

## 設施介紹
| 樓層        | 樓層用途                                                                             |
| ----------- | ------------------------------------------------------------------------------------ |
| 1F          | 游泳館、體適能館、綜合教室、運動用品店                                               |
| 2F          | 羽球館、攀岩館、桌球館、幼兒足球區、幼兒體適能區、韻律教室、多功能教室               |
| 3F          | 飛輪教室、室內慢跑道、兒童遊戲室、高階訓練室、電子遊戲區(Pokémon Ga-Olé、七龍珠英雄) |
| R1+R2       | 戶外休閒廣場、綠屋頂步道、景觀平台                                                   |
| B1          | 街舞廣場、溜冰場                                                                     |
| B2+B3       | 停車場                                                                               |
| 景館樓+二館 | 舞蹈教室、戶外籃球場、新莊國民運動中心景觀樓(銀髮健身俱樂部)。                       |

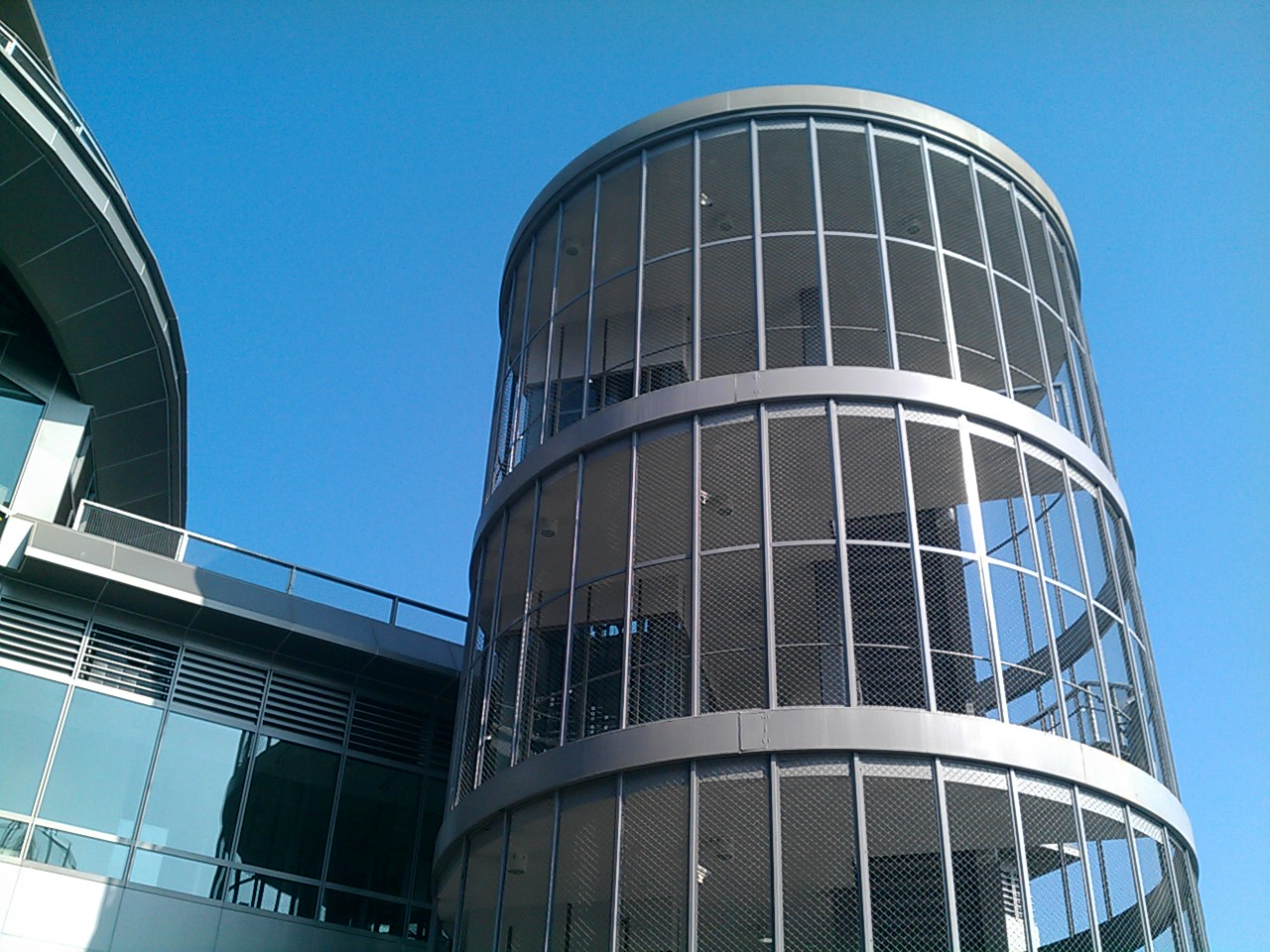
建築外觀
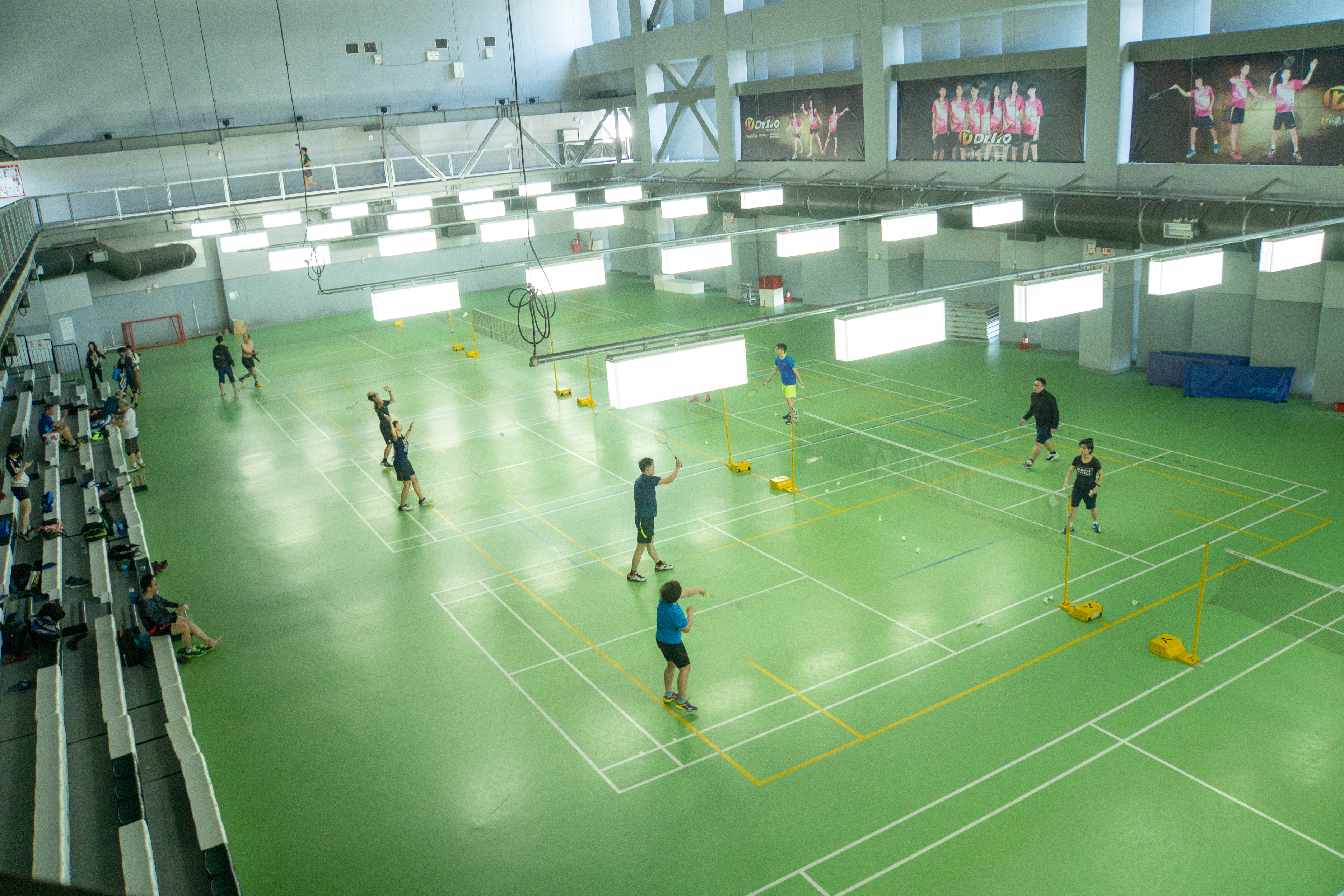
羽球場
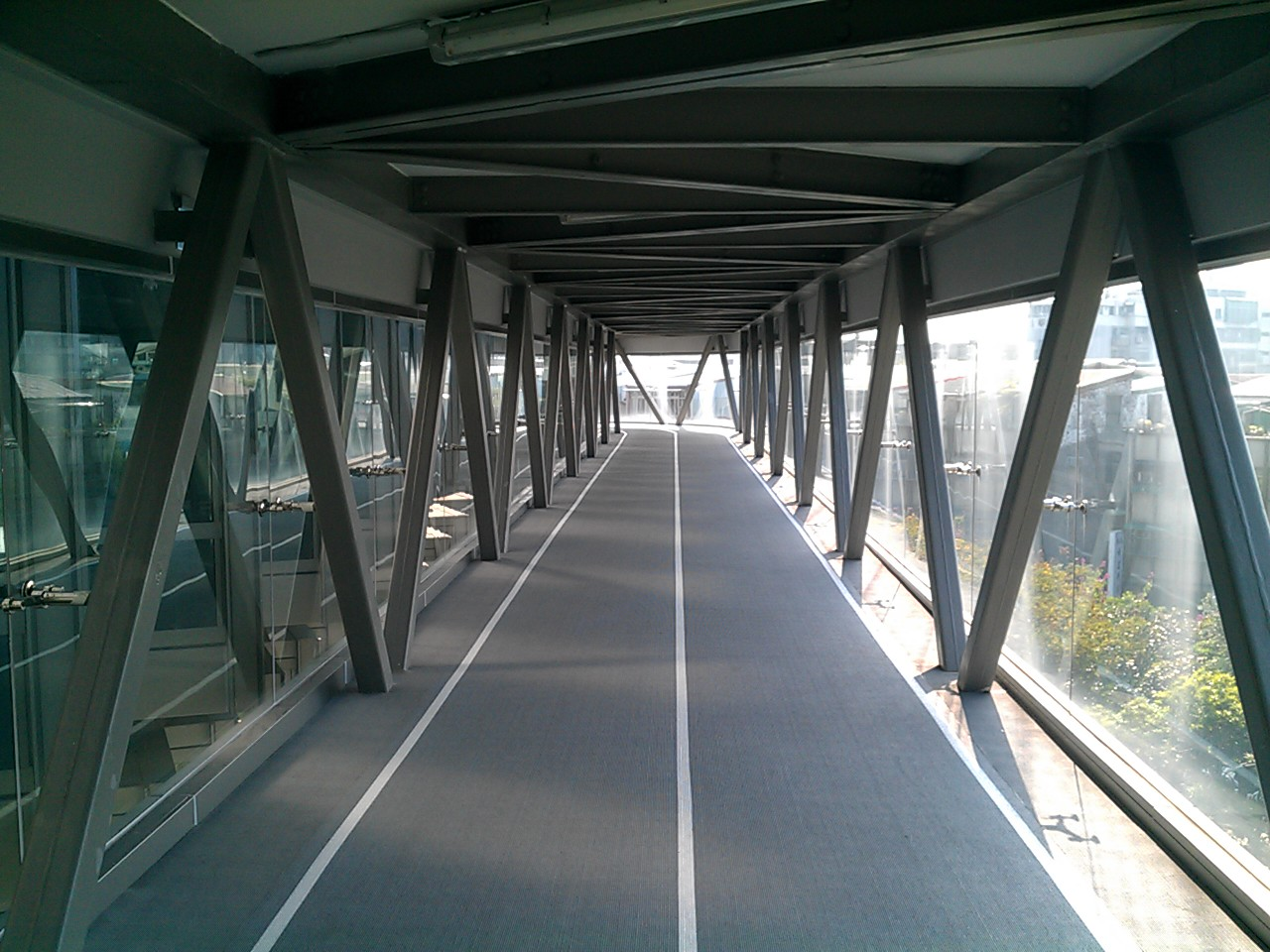
室內跑道
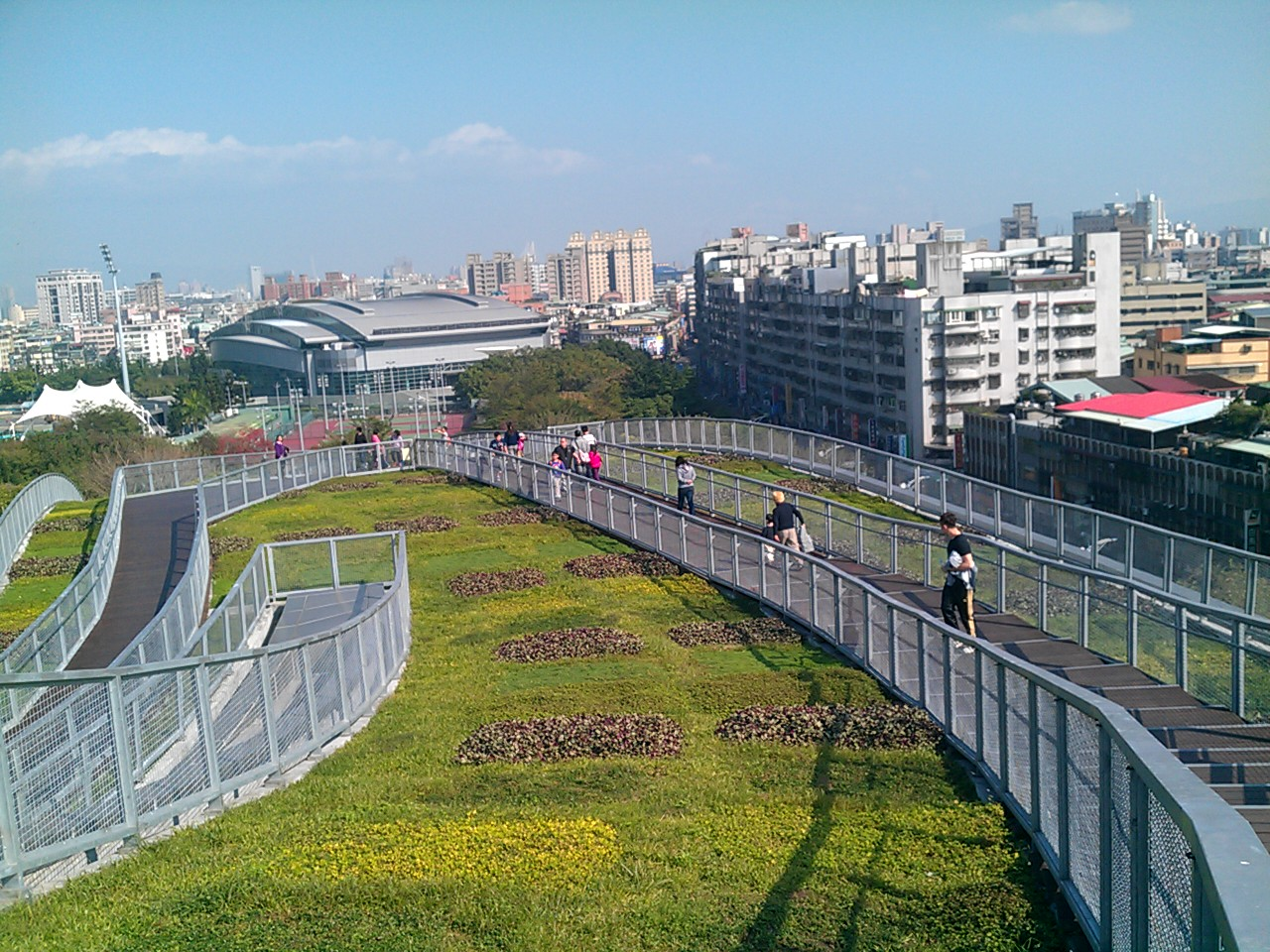
綠屋頂步道

## 週邊設施
- 新莊體育場棒球場
- 新莊體育館
- 新莊田徑場
- 新泰游泳池

## 優惠
啟用期間，年滿65歲以上的民眾、低收入戶憑證件可享有部分時段的免費優惠使用游泳池、體適能中心；若是身心障礙手冊持有者，可在任何開放時間免費使用館內的任何運動設施。

## 外部連結
- 新北市新莊國民運動中心 （页面存档备份，存于）
- 新北市觀光旅遊網—新莊國民運動中心 （页面存档备份，存于）
- 新北市政府體育處—新莊國民運動中心 （页面存档备份，存于）
- 新莊運動中心的Facebook專頁
- YouTube上的新莊運動中心頻道
- 新莊運動中心在Flickr上的页面

25°02′20.7″N 121°26′52.5″E / 25.039083°N 121.447917°E